# Władysław Plewniak
Władysław Plewniak (ur. 12 grudnia 1945 w Bibicach) – polski działacz partyjny i państwowy, przedsiębiorca, w latach 1986–1990 I sekretarz Komitetu Wojewódzkiego PZPR w Tarnowie.

## Życiorys
Syn Stanisława i Stanisławy. Wstąpił do Polskiej Zjednoczonej Partii Robotniczej. Od 1976 kierował wojewódzkimi strukturami Związku Socjalistycznej Młodzieży Polskiej. W latach 80. był szefem rady wojewódzkiej Ludowych Zespołów Sportowych. W 1982 został sekretarzem Komitetu Wojewódzkiego PZPR w Tarnowie. Od 11 stycznia 1986 do 14 listopada 1988 (lub według większości źródeł do stycznia 1990) pełnił funkcję I sekretarza KW PZPR w Tarnowie. W 1990 był oskarżony w procesie o zlecenie niszczenia akt po byłej PZPR, w 1991 został za to prawomocnie skazany przez Sąd Rejonowy w Tarnowie na karę grzywny. W III RP zajął się działalnością biznesową.